# كرم نعمة
كرم نعمة (1964 -) صحفي عراقي ولد في بغداد وعمل في الصحافة العراقية منذ عام 1985 لغاية عام 1994. يقيم حاليا في المملكة المتحدة عمل مدير تحرير صحيفة العرب اللندنية وعضو هيئة تحرير موقع ميدل إيست أونلاين، عضو نقابة الصحفيين البريطانيين (NUJ) وأشرف على تحرير الملحق الثقافي اليومي (الف ياء) والصفحة الأخيرة في صحيفة الزمان بطبعتها الدولية منذ عام 2000 حتى 2012. أشرف على تحرير موقع قناة الشرقية على الإنترنت مابين عامي (2004 - 2009) وموقع الف ياء الثقافي مابين عامي (2002 - 2009).

## أعماله
صدر له:
- كتاب "التدفؤ بالكلمات"[1]
- كتاب مشترك مع عدد من الأدباء (يوسف الصائغ تخطيطات وأفكار بصوت عال).[2]
- فاكهة الكلمات: روائيات على السجادة الحمراء[3]
- سلاح غير مرخص: دونالد ترامب قوة إعلامية بلا مسؤولية - 2021 الدار العربية للعلوم ناشرون-بيروت.
- السوق المريضة: الصحافة في العصر الرقمي - 2022 دار لندن للطباعة والنشر.
- أغان من فضة: الغناء العراقي بوصفه مؤرخا - 2025 دار لندن للطباعة والنشر

وهو مهتم بشؤون الإعلام المعاصر ويتناول ذلك في مقال أسبوعي في صحيفة العرب اللندنية. كما يكتب مقالا اسبوعيا سياسيا في موقع قناة الرافدين الفضائية

## وصلات خارجية
- كرم نعمة على موقع أرشيف الشارخ.
- رابط مقالات كرم نعمة في صحيفة العرب اللندنية

https://www.middle-east-online.com/كرم-نعمة رابط مقالات كرم نعمة في موقع ميدل ايست أونلاين]
https://alrafidain.tv/category/%d8%b1%d9%88%d8%a7%d9%81%d8%af-%d8%a7%d9%84%d8%a2%d8%b1%d8%a7%d8%a1/%d9%83%d8%b1%d9%85-%d9%86%d8%b9%d9%85%d8%a9/ رابط مقالات كرم نعمة في قناة الرافدين